# Pikrolímni (lac)
Le lac Pikrolímni, en grec moderne : Πικρολίμνη, est un lac naturel du district régional de Kilkís, en Macédoine-Centrale, au nord de la Grèce, proche de la limite avec le district régional de Thessalonique.
Pikrolímni est un lac peu profond, d'une profondeur moyenne d'un mètre, qui s'assèche généralement l'été. Sa superficie varie de 3,7 à 4,5 km2. Il est considéré comme le seul lac de la Grèce continentale dont l'eau est salée et son fond est constitué d'argile avec des composés sulfurés et des nitrates. Il existe des sources d'eau minérale et, grâce aux roches, elle a des propriétés curatives et cosmétiques. L'eau du lac a cependant une salinité élevée ;  elle est trois fois plus élevée que celle de la mer Morte.
Le lac a donné son nom au dème de Pikrolímni.